# Troglosiro brevifossa
Troglosiro brevifossa – gatunek kosarza z podrzędu Cyphophthalmi i monotypowej rodziny Troglosironidae.

## Występowanie
Jak wszyscy przedstawiciele rodzaju jest endemitem Nowej Kaledonii. Występuje na przylądku Ndoua Cap.